# Välvtjärnen (Burträsks socken, Västerbotten)
Välvtjärnen är en sjö i Skellefteå kommun i Västerbotten och ingår i Rickleåns huvudavrinningsområde.